# Северные Эгейские острова
Северные Эгейские острова (греч. Περιφέρεια Βορείου Αιγαίου) — периферия, административно-территориальная единица второго уровня в восточной части республики Греция, состоящая из нескольких островов. Является региональным органом местного самоуправления и частью административного деления. По программе «Калликратис» с 2011 года входит в децентрализованную администрацию Эгейских островов с центром в городе Пирее.
Административный центр периферии — город Митилини на острове Лесбос.
Образована в 1987 году в соответствии с Законом 1622/86 о местном самоуправлении.

## Административно-территориальное деление
Периферия делится на 5 периферийных единиц, включающих 11 общин.
| Периферийная единица | Община          | Площадь, км² | Население, человек | Адм. центр       |
| -------------------- | --------------- | ------------ | ------------------ | ---------------- |
| Икария               | Икария          | 254,41       | 8423               | Айос-Кирикос     |
| Икария               | Фурни-Корсеон   | 45,2         | 1459               | Фурни            |
| Лесбос               | Дитики-Лезвос   | 1068,299     | 28 564             | Калони           |
| Лесбос               | Митилини        | 564,52       | 57 872             | Митилини         |
| Лемнос               | Айос-Эфстратиос | 43,3         | 270                | Айос-Эфстратиос  |
| Лемнос               | Лемнос          | 476          | 16 992             | Мирина           |
| Самос                | Анатолики-Самос | 289,815      | 20 513             | Самос            |
| Самос                | Дитики-Самос    | 187,58       | 12 464             | Неон-Карловасион |
| Хиос                 | Инуссес         | 14,382       | 820                | Инуссес          |
| Хиос                 | Псара           | 44,5         | 450                | Псара            |
| Хиос                 | Хиос            | 842,54       | 51 320             | Хиос             |

## Перифериархи
- Насос Якалис (Νάσος Γιακαλής; Всегреческое социалистическое движение) с 1 января 2011 года по 31 августа 2014 года
- Христиана Калойиру[греч.] (Χριστιάνα Καλογήρου; Новая демократия) с 1 сентября 2014 года по 31 августа 2019 года
- Костас Мудзурис[греч.] с 1 сентября 2019 года